# قوات النجم الأحمر
قوات النجم الأحمر هو جناح عسكري سابق للجبهة الديمقراطية لتحرير فلسطين برز في الانتفاضة الفلسطينية عام 1987.
وفي سياق التطور الطبيعي لأعمال الانتفاضة الأولى ومزاوجتها بين الأعمال الجماهيرية المنظمة، وبين العمل المسلح ضد قوات الاحتلال والمستوطنين، أدخلت الجبهة الديمقراطية على خلاياها السرية للعمل المسلح في الداخل تطويرات مهمة وتمّ الإعلان عن عملياتها تحت اسم “قوات النجم الأحمر”.
وقد نجحت هذه “القوات” في إلحاق الخسائر الفادحة في صفوف الإسرائيليين، عسكريين ومستوطنين. بناء “قوات النجم الأحمر” وضع على عاتق “القوات المسلحة الثورية” واجباً جديداً هو دعم هذا التشكيل الفدائي السري في المناطق المحتلة، بالسلاح والعتاد والكوادر المجربة، عبر أساليب مختلفة من بينها تنظيم دوريات من مقاتلين ذوي خبرة، قاموا بجهود بطولية، اخترقوا من خلالها إجراءات العدو على الحدود، واستطاعوا التوغل في قلب المناطق الفلسطينية للتواصل مع مجموعات “النجم الأحمر”.
ولعل من أبرز عمليات “النجم” في الضفة الفلسطينية النجاح في تنفيذ حكم الإعدام بالحاخام حاييم دروكمان أحد كبار مؤسسي عصابة “غوش ايمونيم” الاستيطانية، وشريكه افرام أيوني أحد كبار مؤسسي مستوطنة كفار داروم في قطاع غزة، وقد كان من العناصر الأكثر تطرفاً، والداعية إلى استئناف سياسة التطهير العنصري عبر الطرد الجماعي (الترانسفير) للفلسطينيين من داخل إسرائيل والمناطق المحتلة، بزعم أنها تشكل “أرض بني إسرائيل” و”دولة إسرائيل الكبرى”.